# Wodaabe

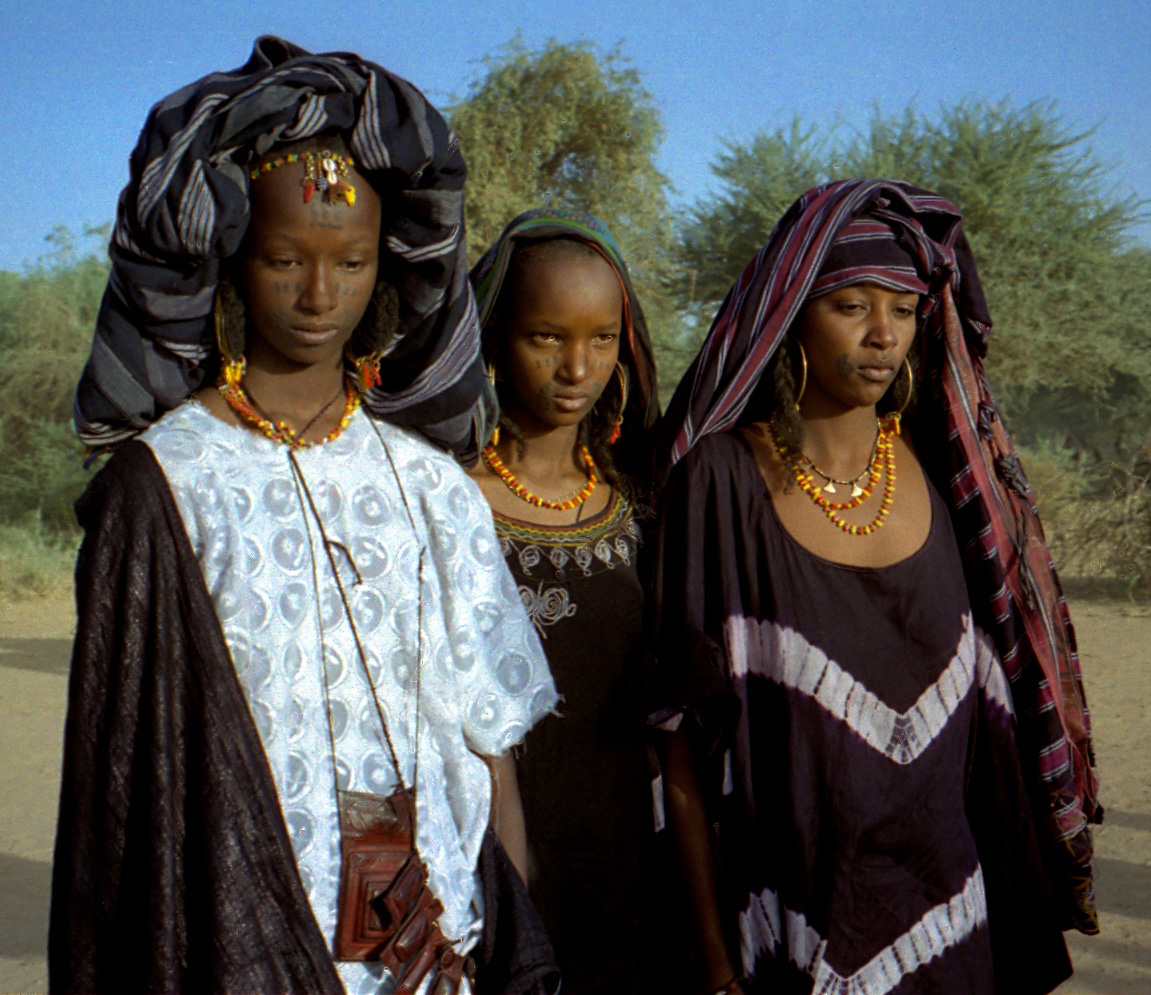
Wodaabe-Frauen, Niger

Die Wodaabe („Volk des Tabus“) oder Fulbe Bororo gehören zur ethnischen Gruppe der Fulbe. Sie sind einer der letzten Stämme Afrikas, die sich als Rinderhirten in der Sahelzone ihr vollnomadisches Dasein bewahrt haben. Überwiegend leben die Wodaabe heute in Niger, wo sie etwa zwei Prozent der Gesamtbevölkerung ausmachen.
Ihr Verhaltenskodex betont Zurückhaltung und Bescheidenheit (semteende), Geduld und Seelenstärke (munyal), Sorge und Voraussicht (bakkilo) sowie Loyalität (amana).
Die 45.000 Mitglieder der Gemeinschaft legen Wert auf Schönheit und Charme, die die Grundlage eines ungewöhnlichen und einzigartigen Brautwerbungsrituals bilden, das geerewol, bei dem die Männer in einem dreitägigen Tanzwettbewerb um den Titel des Schönsten wetteifern. Das geerewol ist auch das Dankfest für den üppigen Graswuchs der Regenzeit.

## Geschichte

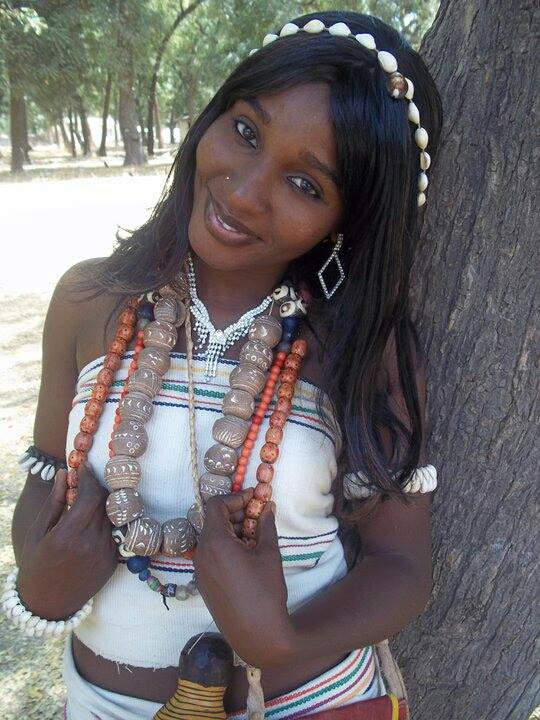
Wodaabe-Frau aus Kamerun

Eine jahrhundertelange Feindschaft besteht zwischen den islamischen Tuareg und den heidnischen Fulbe, was auch die Fulbe Bororo einschließt.
Während einer großen Saheldürre zwischen 1968 und 1973 trug das Volk der Fulbe Bororo mit nur 50 % Verlust des Viehbestandes die geringsten Verluste unter den Nomadenvölkern der Sahelzone davon. 1983 war die Gemeinschaft der Bororo infolge von Umwelt- und Zivilisationseinflüssen auf nur noch 70.000 Mitglieder geschrumpft. Schätzungen aus den 1990er Jahren gehen hingegen von rund 100.000 Personen aus, die sich auf 15 Clans aufteilen. Die Dürre in den Jahren 1983 bis 1985 führte dazu, dass sich viele Nomaden an den Rändern der großen Städte niederließen, da seinerzeit nur hier Hilfsgüter von Staaten und internationalen Organisationen ausgegeben wurden. Mittlerweile ist ein Bevölkerungsdruck hinzugekommen, da zunehmend offene Weideflächen in Äcker umgewandelt werden. Männer arbeiten daher vermehrt als Mitarbeiter in Sicherheitsdiensten, während die Frauen durch Haareflechten, Hirsestampfen oder als Haushaltshilfe in wohlhabenden Familien mitarbeiten. Sie leben am Stadtrand oder auf Baustellen; dort werden sie geduldet, da ihre Anwesenheit den Diebstahl von Baumaterial verringert. Familien, deren Männer als Wachleute eine Anstellung gefunden haben, können oft auf deren Grundstücken in einem kleinen Haus wohnen. Trotz der zunehmenden Sesshaftigkeit bleiben die Wodaabe mobil. Sie versuchen, über einen längeren Zeitraum in ein Hirtenlager zurückzukehren und nehmen dabei oft auch lange Reisen auf sich. Das Zusammenleben in der Stadt mit anderen Ethnien verläuft weitgehend friedlich und ist durch Joking relationship geprägt. Forschungen ergaben, dass Wodaabe, die längere Zeit in den Städten leben, zunehmend auch ihre Einstellung gegenüber moralischen Fragen verändern und diese stärker vom Islam geprägt wird.
Eine bekannte Vertreterin der Mbororo ist Hindou Oumarou Ibrahim; sie weist in ihrer Arbeit darauf hin, dass nomadischen Gemeinschaften durch die Klimakrise zunehmend ihre Lebensgrundlage verlieren.

## Filme / Dokumentationen
- Die Hirten der Sonne, Film von Werner Herzog, 1989
- Sahara, ein verlorenes Paradies – Vom Ursprung der Wüstenvölker, Terra X, Eps. 16